# Roma locuta, causa finita est

Roma locuta, causa finita est, parfois abrégé en Rome locuta, causa finita ou en Roma locuta est, est une expression latine qui a valeur de proverbe. Elle se traduit littéralement  par « Rome a parlé, le débat est clos. » Elle signifie qu'une question a été tranchée de façon définitive par une autorité.
L'origine de cette phrase est attribuée à Augustin d'Hippone. Pour clore la controverse pélagienne, le pape Innocent Ier a condamné cette hérésie en l'an 417, ce qui a incité Augustin à prononcer cette phrase le 23 septembre 417 dans son sermon numéro 131 : « Iam enim de hac causa duo concilia missa sunt ad sedem apostolicam ; inde etiam rescripta venerunt ; causa finita est. » (« Sur ce sujet, deux conciles ont déjà envoyé un message au siège apostolique, qui a répondu : l'affaire est classée,. »)
Une autre utilisation de cette expression remonte au pape Alexandre VI, lorsque les monarques catholiques se tournèrent vers lui pour légitimer leurs possessions dans le Nouveau Monde. Le pape émit en 1493 quatre bulles indiquant la ligne de démarcation entre les territoires attribués à l'Espagne et au Portugal (bulles qui poseront plus tard les bases du traité de Tordesillas). Le roi du Portugal refusa cette ligne de démarcation et, ayant protesté auprès du  pape, reçut en réponse de celui-ci : « Rome locuta, causa finita. »